# Zethus bakeri
Zethus bakeri är en stekelart som beskrevs av Giordani Soika 1995. Zethus bakeri ingår i släktet Zethus och familjen Eumenidae. Inga underarter finns listade i Catalogue of Life.